# Квинт Канузий Пренестин
Квинт Канузий Пренестин (на латински: Quintus Canusius Praenestinus) е политик и сенатор на Римската империя през 2 век.
През 156 г. той е суфектконсул заедно с Гай Лузий Спарс.